# Académie chilienne de la langue
L'Académie chilienne de la langue (en espagnol : Academia Chilena de la Lengua) est une des 23 académies correspondantes de l'Académie royale espagnole. Elle fait partie de l'Association des académies de la langue espagnole et de l'Institut du Chili (es).

## Fondation et objectif
L'Académie chilienne de la langue est fondée le 5 juin 1885 à Santiago par 18 membres titulaires nommés par l'Académie royale espagnole, dans le but de « veiller sur la pureté et la splendeur de la langue espagnole », de « contribuer aux travaux de l'Académie royale espagnole et de l'Association des académies de la langue espagnole » et de « collaborer avec les autres institutions sur des questions relatives à la langue [espagnole] et à sa littérature, en particulier la littérature chilienne ».
Ses membres sont aujourd'hui élus par cooptation. L'institution compte 36 membres titulaires, auxquels s'ajoutent un nombre variable de membres correspondants dans les différentes régions du Chili et à l'étranger, et quatre membres honoraires.

## Prix
L'Académie chilienne de la langue remet chaque année cinq prix : le prix de l'Académie (Premio Academia), récompensant l'auteur de la meilleure œuvre littéraire publiée au Chili ; le prix Alejandro Silva de la Fuente (Premio Alejandro Silva de la Fuente), récompensant un journaliste qui s'est distingué pour son bon usage de la langue espagnole dans ses travaux ; le prix Alonso de Ercilla (Premio Alonso de Ercilla), couronnant les contributions à la connaissance et à la diffusion de la littérature chilienne ; le prix Rodolfo Oroz (es) (Premio Doctor Rodolfo Oroz), pour les auteurs d'études scientifiques sur la langue espagnole ; et le prix Oreste Plath (es) (Premio Oreste Plath), récompensant la promotion et la diffusion de l'art populaire chilien.

## Publications
L'Académie édite les publications périodiques suivantes :
- Boletín de la Academia de la Lengua (« Bulletin de l'Académie de la langue »), depuis 1915 ;
- Cuadernos del Centenario (« Cahiers du centenaire »), depuis 1985 (série réunissant des hommages à des membres décédés et des travaux spécialisés) ;
- Notas Idiomáticas (« Notes idiomatiques »), depuis 1996 (bulletin trimestriel publié en coopération avec la branche chilienne de l'Unesco).

Elle publie aussi des dictionnaires, dont le Diccionario del Habla Chilena (« Dictionnaire du parler chilien ») de 1976.

## Directeurs
Depuis sa fondation, l'Académie a été dirigée par :
- José Victorino Lastarria (1885-1888) ;
- Crescente Errázuriz (1914-1931) ;
- Miguel Luis Amunátegui Reyes (1931-1949) ;
- Alejandro Silva de la Fuente (1949-1952) ;
- Ricardo Dávila Silva (1952-1959) ;
- Rodolfo Oroz (es) (1959-1980) ;
- Alejandro Garretón (es) (1980) ;
- Roque Esteban Scarpa (es) (1980-1995) ;
- Alfredo Matus Olivier (es) (1995-2018) ;
- Adriana Valdés (depuis 2018).

### Citations originales
1. ↑  (es) « velar por la pureza y el esplendor de la lengua española »
2. ↑  (es) « contribuir a los trabajos de la Real Academia Española y de la Asociación de Academias de la Lengua Española »
3. ↑  (es) « colaborar con otras instituciones en materias relacionadas con el idioma y con su literatura, especialmente la chilena »